# Beijing–Guangzhou–Shenzhen–Hongkong højhastighedsjernbane
Beijing–Guangzhou–Shenzhen–Hongkong højhastighedsjernbane eller Jingguangshengang højhastighedsjernbane er en højhastighedsjernbane i Folkerepublikken Kina.
Når banen er færdig vil den forbinde Beijing Vestbanegård i Beijing og Futian Stationen i Shenzhen. Herefter krydser den grænsen til Hongkong og slutter ved 
West Kowloon Station. Den samlede længde af banen vil være 2.230 km. 
Anlægsarbejdet begyndte i 2005 
1. Strækningen Wuhan–Guangzhou åbnede i december 2009.
2. Strækningen Guangzhou–Shenzhen åbnede i december 2011.
3. Strækningen Zhengzhou–Wuhan åbnede september 2012.
4. Strækningen Beijing–Zhengzhou åbnede i december 2012.
5. De sidste 36 kilometer mellem Shenzhen og Hongkong forventes at åbne i 2015.

Banen er verdens længste højhastighedsjernbane. og reducerer rejsetiden fra 22 timer til mindre end 10 timer.